# Albert Canet
Henry Albert Canet (født 17. april 1878 i London, død 25. juli 1930 i Paris) var en fransk tennisspiller som deltog i OL 1912 i Stockholm.
Canet vandt to bronzemedaljer i tennis under OL 1912 i Stockholm. Han kom på en tredjeplads i både double- og mixdoubleturneringen.